# Псалом 112

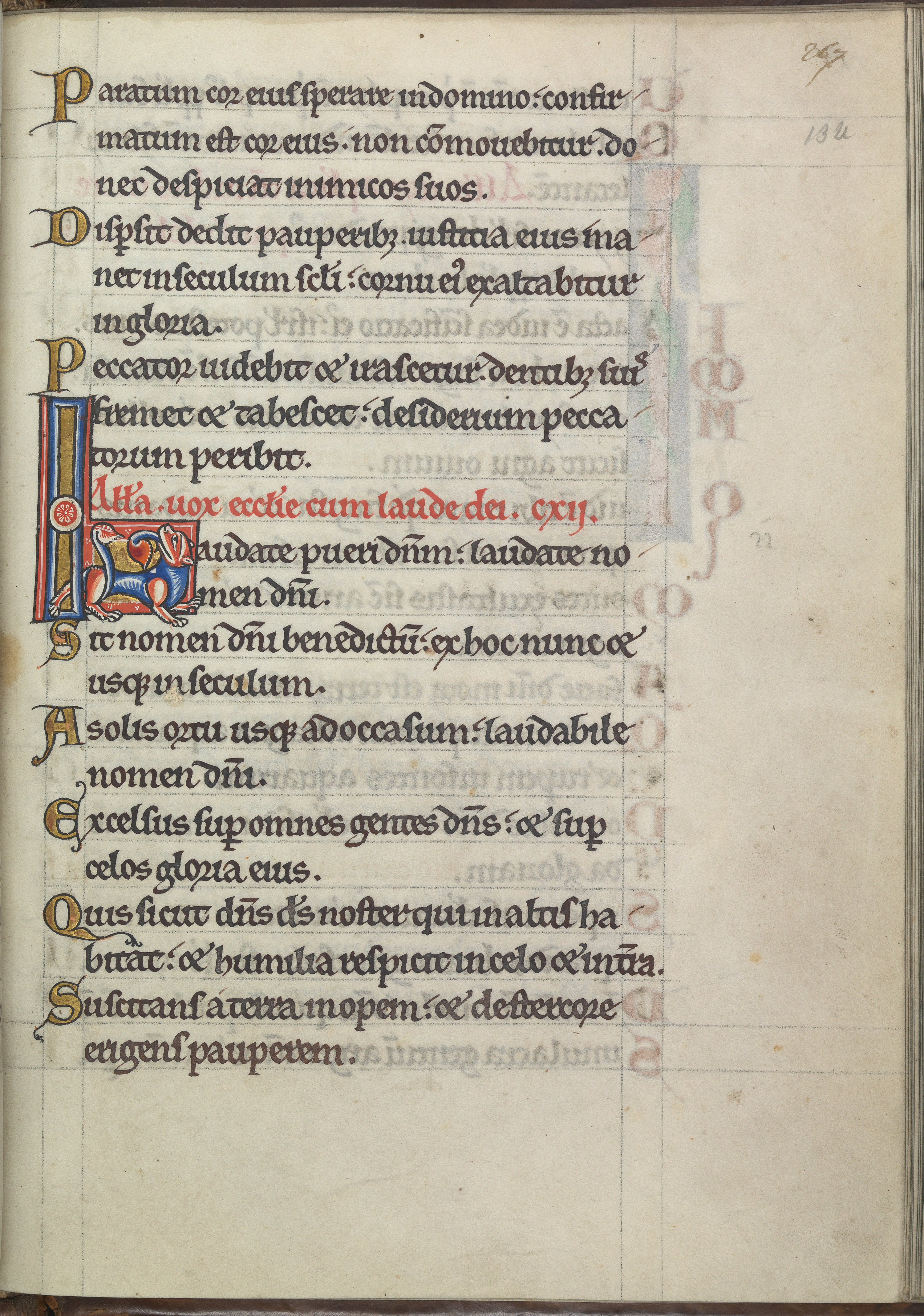
112-й псалом на листе из Псалтири Алиеоноры Аквитанской

Сто двена́дцатый псало́м — хвалебно-благодарственный 112-й псалом из библейской книги Псалтирь (в масоретской нумерации — 113). Инципит «Хвалите отроцы Господа», Laudate pueri Dominum. Поскольку псалмы начинаются и оканчиваются словом «аллилуйя», то в христианстве и иудаизме группы псалмов 112—117 и 145—150 часто путают между собой, называя «аллилуйными», поэтому для различения группа 112—117 названа «пасхальной», а 145—150 — «хвалебной». Текст 112-го псалма неоднократно воплощали в музыке известные западноевропейские композиторы.
Псалмы 112—117 написаны специально для праздника Ханука, в продолжение восьми дней которого читают целиком и поныне.

## Краткая характеристика
У католиков 112-й псалом принадлежал к числу «классических» псалмов, читавшихся на воскресной вечерне.
С. И. Рапопорт полагал, что псалмы 112—117 составлены по случаю поражения Сеннахерима. По мнению С. Д. Луццатто, псалмы 112—117 составлены по случаю празднования восшествия царя Давида на престол. По третьему мнению, псалмы 112—117 составлены в память освобождения от сирийского гнёта для празднования Хануки с чтением этих псалмов. В старину ведущий молитву зачитывал псалмы, а община отвечала словом «аллилуйя», но уже с развитием книгопечатания и доступности молитвенников, улучшилось знание древнееврейского языка, и община стала активнее участвовать в богослужении.

## Толкование
112:1 «хвалите, рабы Господни, хвалите имя Господне»; в Септуагинте здесь παῖδες, в славянском переводе — «отроцы», в Вульгате — pueri. Согласно Масоре, здесь подразумеваются не юноши (отроки), а рабы Господни, то есть верующие обоих полов и всех возрастов. Кроме того, по масоретскому тексту — иная грамматика, не соответствующая традиционным славянскому, латинскому и немецкому (лютеровскому) переводам: не «отроки, хвалите Господа», а «хвалите, рабы Господни» (конструкция без прямого дополнения). Отсюда редакция стиха в Синодальном переводе: «Хвалите, рабы Господни, хвалите имя Господне».
112:7 «из праха поднимает бедного, из брения возвышает нищего», где «из брения возвышает нищего» — нищего Господь возвышает из ничтожества («брение» буквально — грязь, в церковнославянском переводе — «гноище») и сажает его за стол с богатыми людьми («князьями»), «неплодную вселяет в дом матерью, радующеюся о детях» — бесплодной женщине милостиво даёт дар деторождения.

## Богослужебное использование
Православие
112-й псалом поют в 7-ю седмицу после Пасхи на утрене, Междочасие 9-го часа, во время Великого поста в 16-й кафизме, в субботнее утреннее богослужение на Аллилуие, в праздники Богоявления и Благовещения на утрени. Отдельные стихи псалма поют по разным случаям.
Иудаизм
112-й псалом является частью группы псалмов 112—117, которая в талмудическом иудаизме называется «египетским галелем». Полный галель произносят по праздникам, укороченный галель произносят по новомесячьям и на протяжении недели после праздников. 112-й псалом поют антифонно. В старину ведущий молитву пел стих, а община после каждого стиха пела слово «аллилуйя», всего — 123 раза. Ныне каждая община имеет свои обычаи пения 112-го псалма.
112:2 «да будет имя Господне благословенно отныне и вовек» поют в утренних молитвах, также при ответе общины на призыв ведущего в Барху перед произнесением затрапезной молитвы «Биркат ха-мазон».
112:3, 4 произносят в утренних молитвах.
Католицизм
По уставу святого Бенедикта, 112-й псалом пели на вечерне в воскресенье.

## Рецепция
Музыка
Текст 112-го псалма неоднократно воплощали в музыке западноевропейские композиторы. Среди них — мотет в Вечерне блаженной Девы и два мотета в сборнике «Selva morale» (SV 270 и SV 271) К. Монтеверди, дважды обращались к нему Г. Ф. Гендель (HWV 236 и HWV 237) и Я. Д. Зеленка (ZWV 81 и ZWV 82), трижды — М. А. Шарпантье (H.149, H.203, H.203a), четырежды — А. Вивальди (RV 600, 601, 602, 603). Хоровые сочинения на псалом создали Н. Порпора, Дж. Б. Бонончини и В. А. Моцарт (внутри своих циклов Vesperae de Dominica и Vesperae solennes de Confessore). Ф. Мендельсон написал версию псалма для женского хора и органа (op.39 № 2), А. Брукнер — для двойного хора и оркестра (под названием Alleluja! Lobet den Herrn, ihr Diener). Метрическое переложение 112-го псалма Lobet, ihr Knecht, den Herren положил на музыку Г. Шютц (SWV 211).
Литература
| Отроцы песнми Господа хвалите, и девы имя Его возносите. Благословенно всегда имя буди Господне вечно, да славят се люди. От восток солнца и где запад знает, всехвално имя Его да бывает. Высок над всеми Господь наш языки, и выше небес славим есть вовеки. Кто равен Тому, иже обитает в небе, а низу очи низпущает. От земли мужа нища воздвизая, во честь высоку дивне возвышая. Он же есть силен от гноища взяти, со князи людей в славе посаждати. И неплодную во доме вселити матерь, о чядех весело творити. Симеон Полоцкий, «Псалтирь рифмотворная», 1678 | Вы, Отроки, и Вы жъ Слуги́ Господни, Го́спода хвали́те; Всѣ вы, которы-безъ-туги́, Рѣчь Имени Его хвалъ шлите. Благословенно Имя будь Господне нынѣ и во вѣки; Да всякая то хвалитъ грудь, И всѣ да хвалятъ человѣки. Отъ встоковъ солнечныхъ конца, До са́мыхъ западовъ подножныхъ, Прехвально Имя есть Творца, И Го́спода Господъ вельможныхъ. Господь сверьхъ всѣхъ есть превысокъ, Его надъ всѣми и Держава; Несмѣтный до небесъ прескокъ, И тѣхъ Его превыше Слава. Кто-и́нъ, какъ-Са́мъ Господь нашъ Богъ? Въ превыспреннихъ Онъ обитаетъ; Небесъ зритъ и земли́ порогъ, И всѣхъ смиренныхъ созерцаетъ. Подъемлетъ нища отъ земли́, Убога съ гноища и съ грязи Возноситъ, всякъ сiе внемли, Да онаго поса́дитъ съ Князи. Неплодныя Онъ множитъ домъ, Имъ въ чадахъ матерь веселится; Хвали́те Го́спода притомъ, Господь отъ насъ не удалится. В. К. Тредиаковский, 1753 | Хвалите вы слуги Господни, Хвалите имя Божье! Благословенно будь Господне имя, Отъ нынѣ и до вѣка! До запада до восхожденья солнца, Да славится Господне имя! Гремитъ на небесахъ его велика слава. Съ толикой высоты, взираетъ онъ оттолѣ, Въ толикую пространства глубину. Въ безмѣрной высотѣ вселенныя создатель; Но твари на низу всещедрый благъ податель. А. П. Сумароков, 1787 |